# Hyperopselaphus ikedai
Hyperopselaphus ikedai là một loài bọ cánh cứng thuộc họ Oedemeridae. Loài này được miêu tả khoa học đầu tiên năm 1999 bởi Mizota.